# Монорейка Окінави
Монорейка Окінави (яп. 沖縄都市モノレール線) також відома як «Yui Rail» — лінія монорейки в місті Наха, Окінава, Японія. Єдина залізнична лінія в префектурі Окінава.

## Лінія
Будівництво монорейки в місті розпочалося 25 листопада 1996 року. Офіційне відкриття в складі 15 станцій та завдовжки 12,9 км відбулося 10 серпня 2003 року. Лінія поєднує міжнародний аеропорт Наха з центром міста, середня відстань між станціями 900 метрів. Подорож між кінцевими станціями триває 27 хвилин. Естакада монорейки побудована на вишині від 8 до 20 метрів, рухомий склад — двовагоні потяги з максимальною швидкістю руху 65 км/г. Працює з 6:00 до 23:30.
Будується розширення лінії на 4 станції та 4,1 км, відкриття заплановане на березень 2019 року.

## Галерея

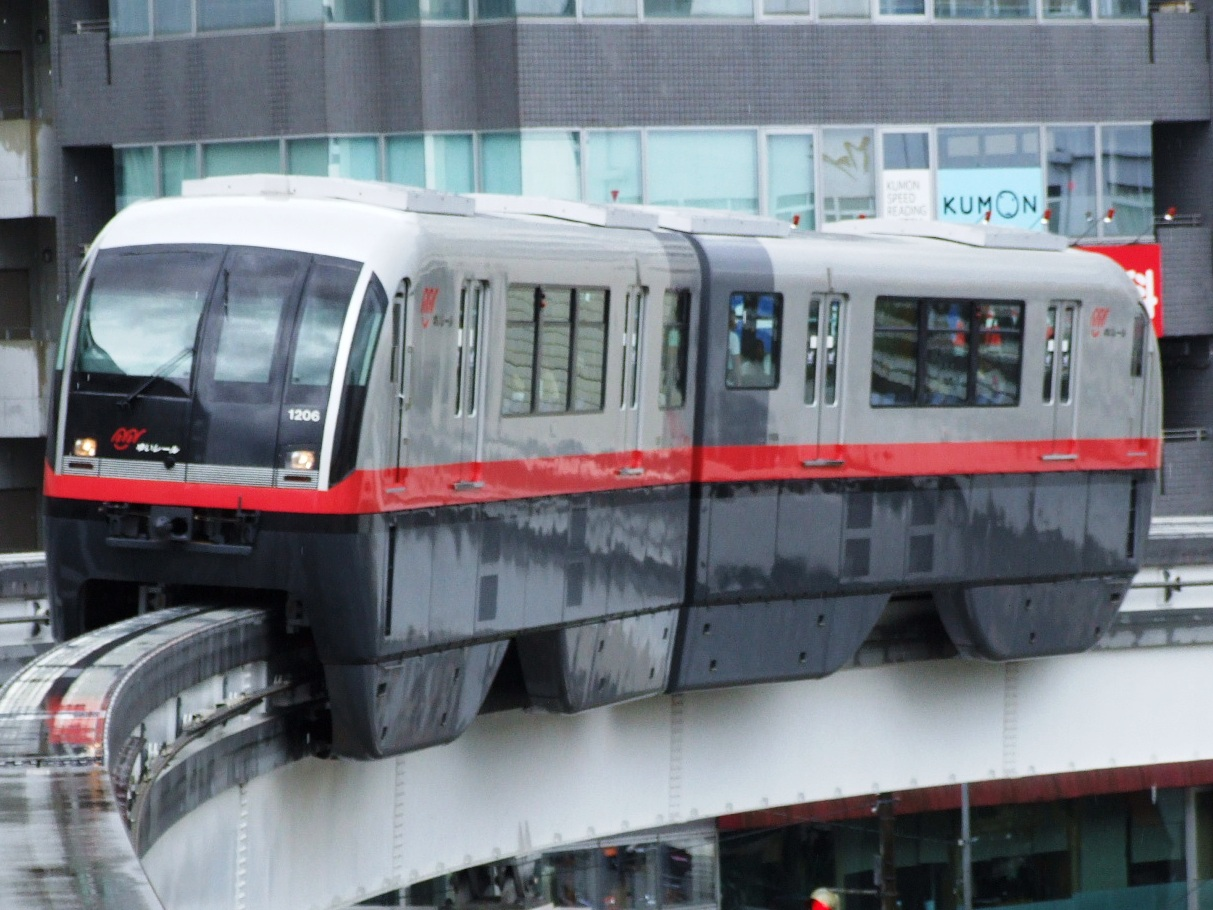
Потяг монорейки серії 1000
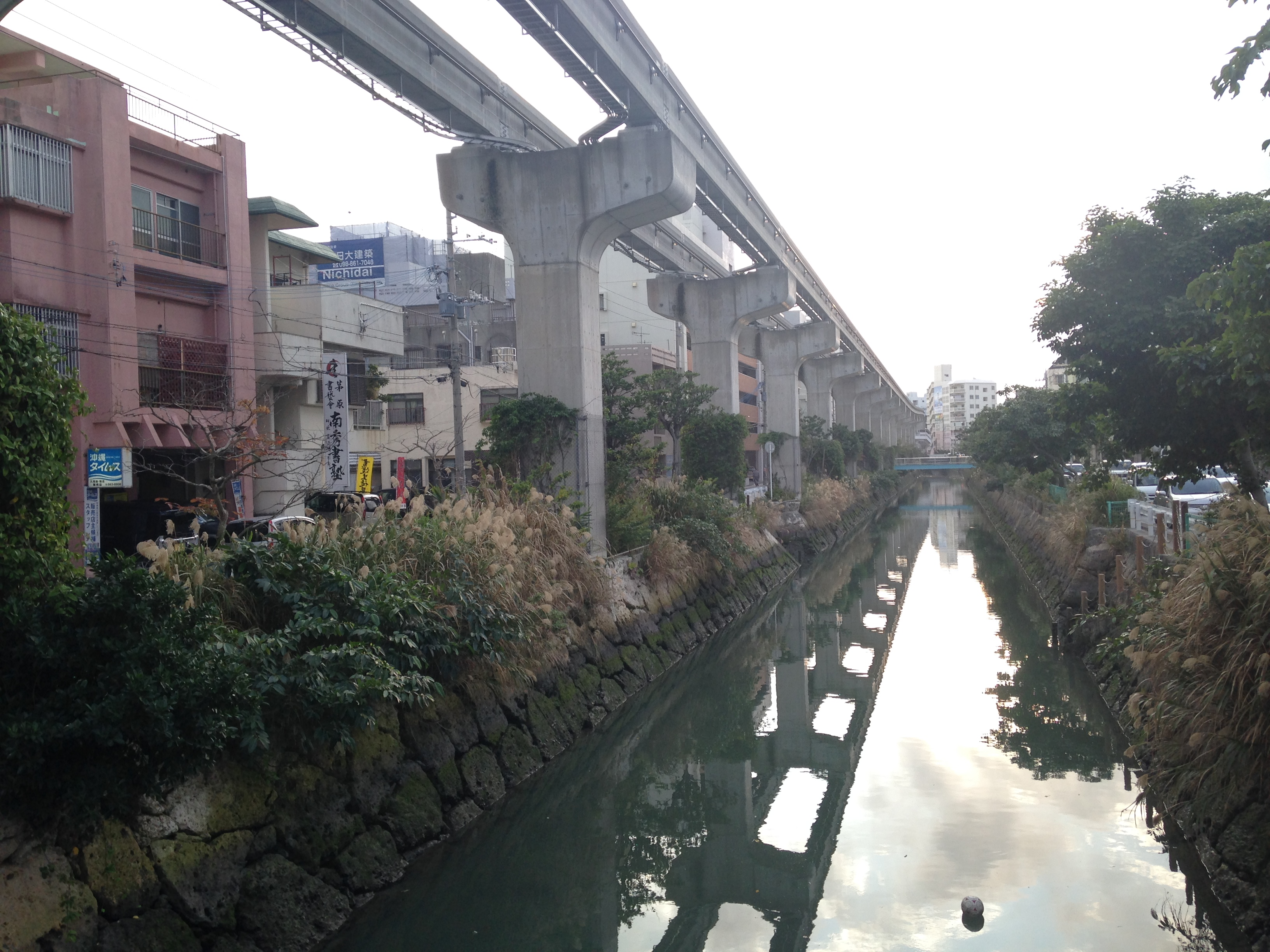
Естакада монорейки біля ріки
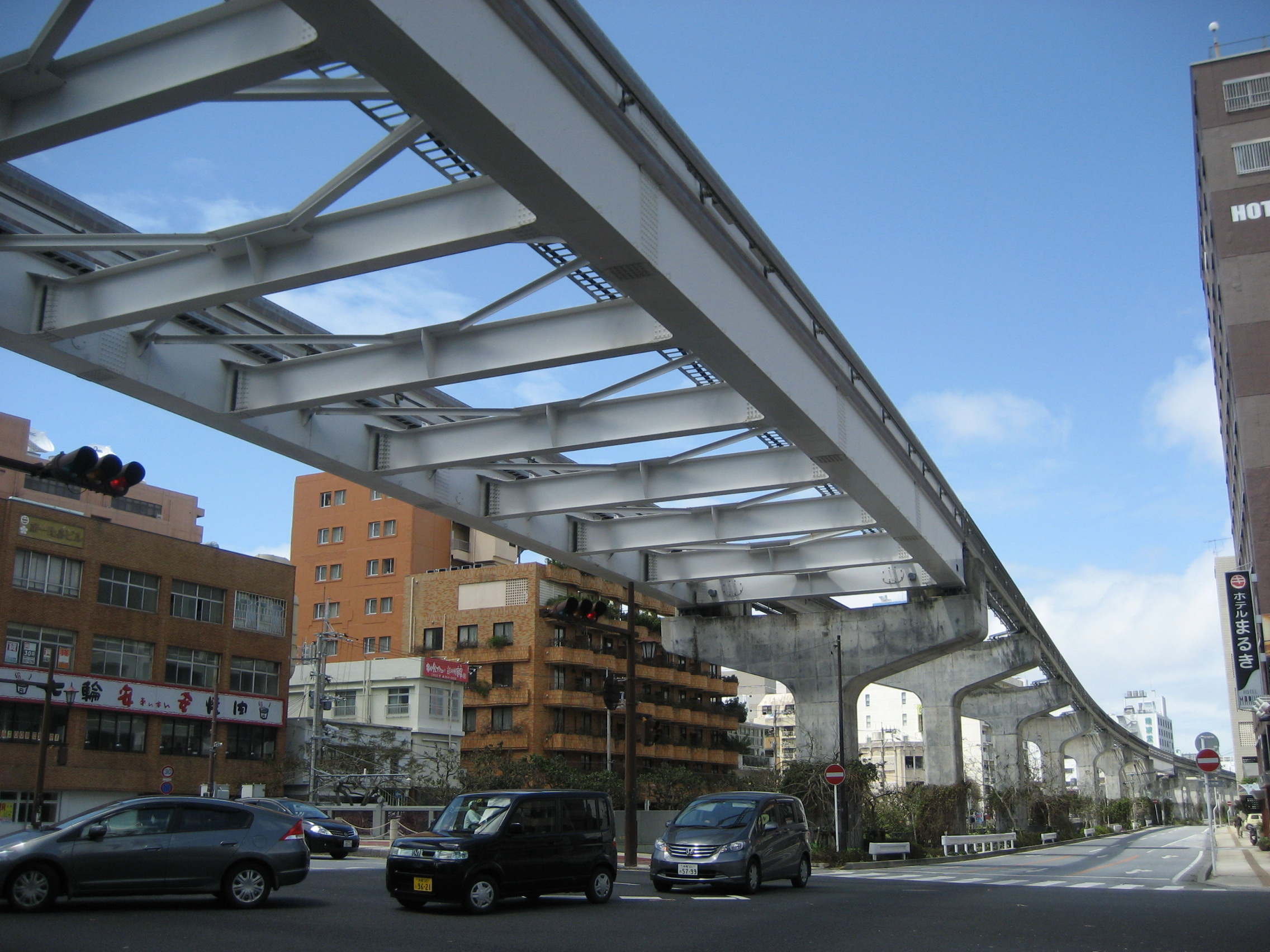
Естакада монорейки над дорогою
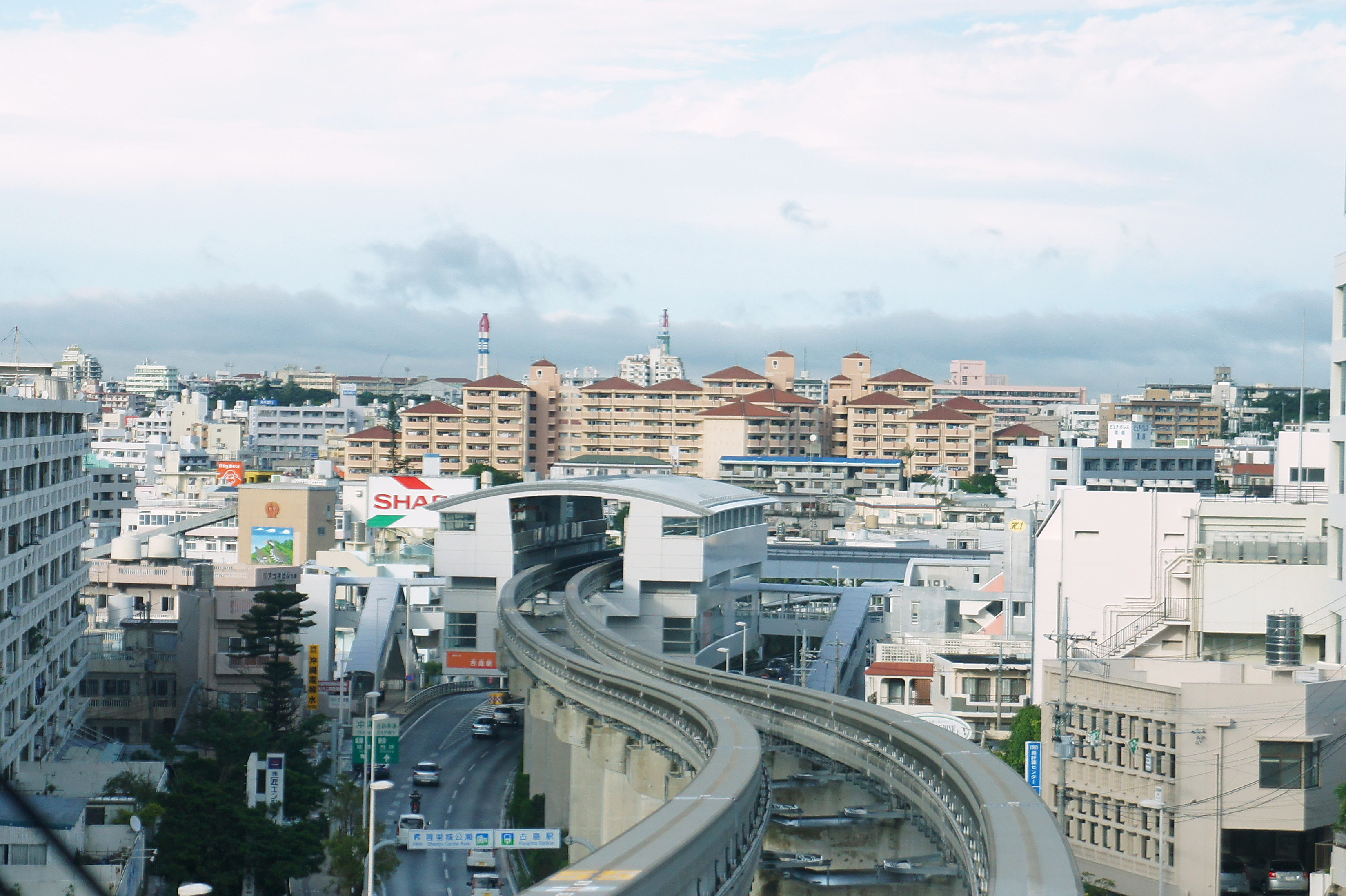
Станція «Furujima»
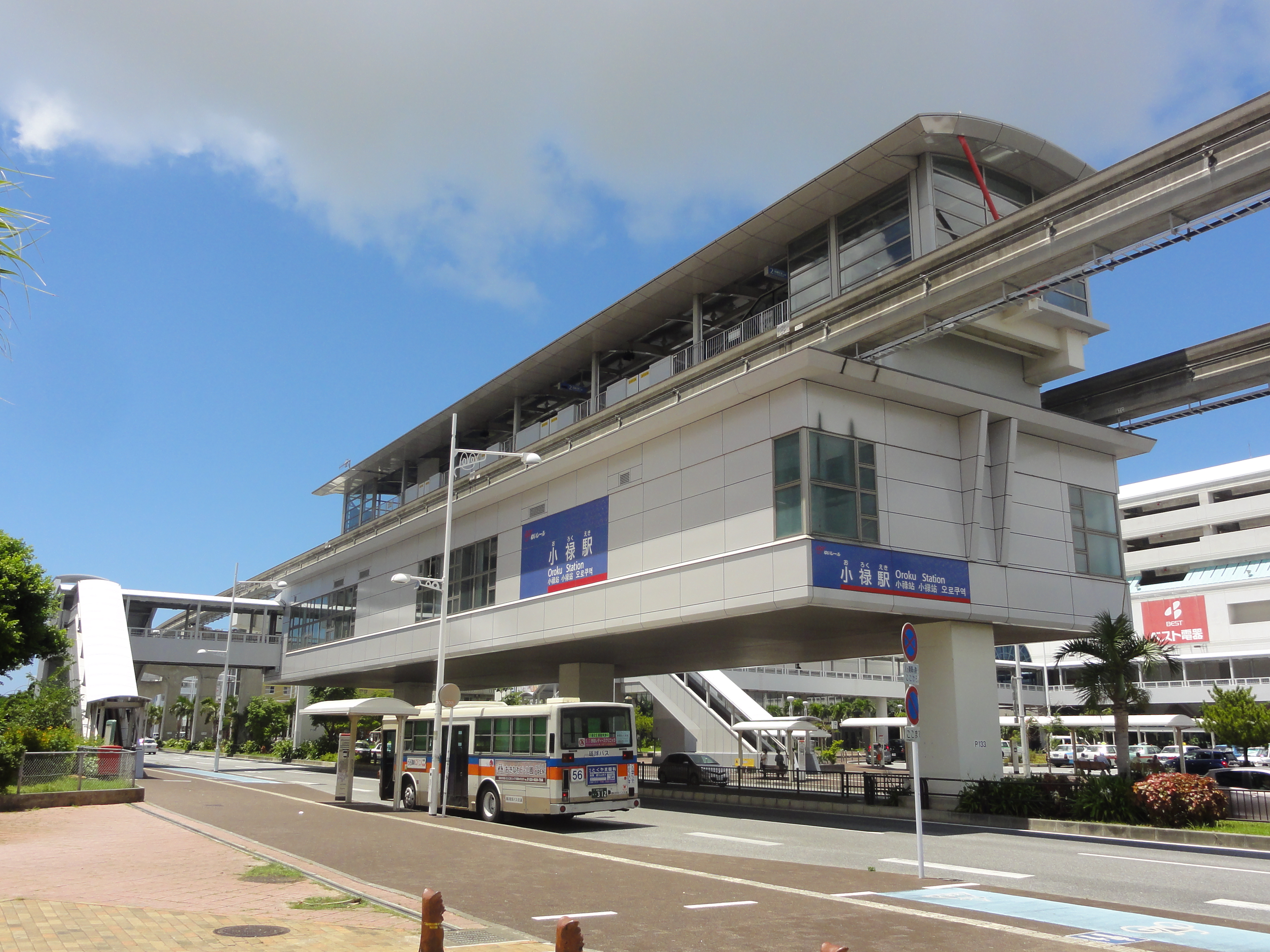
Станція «Oroku»
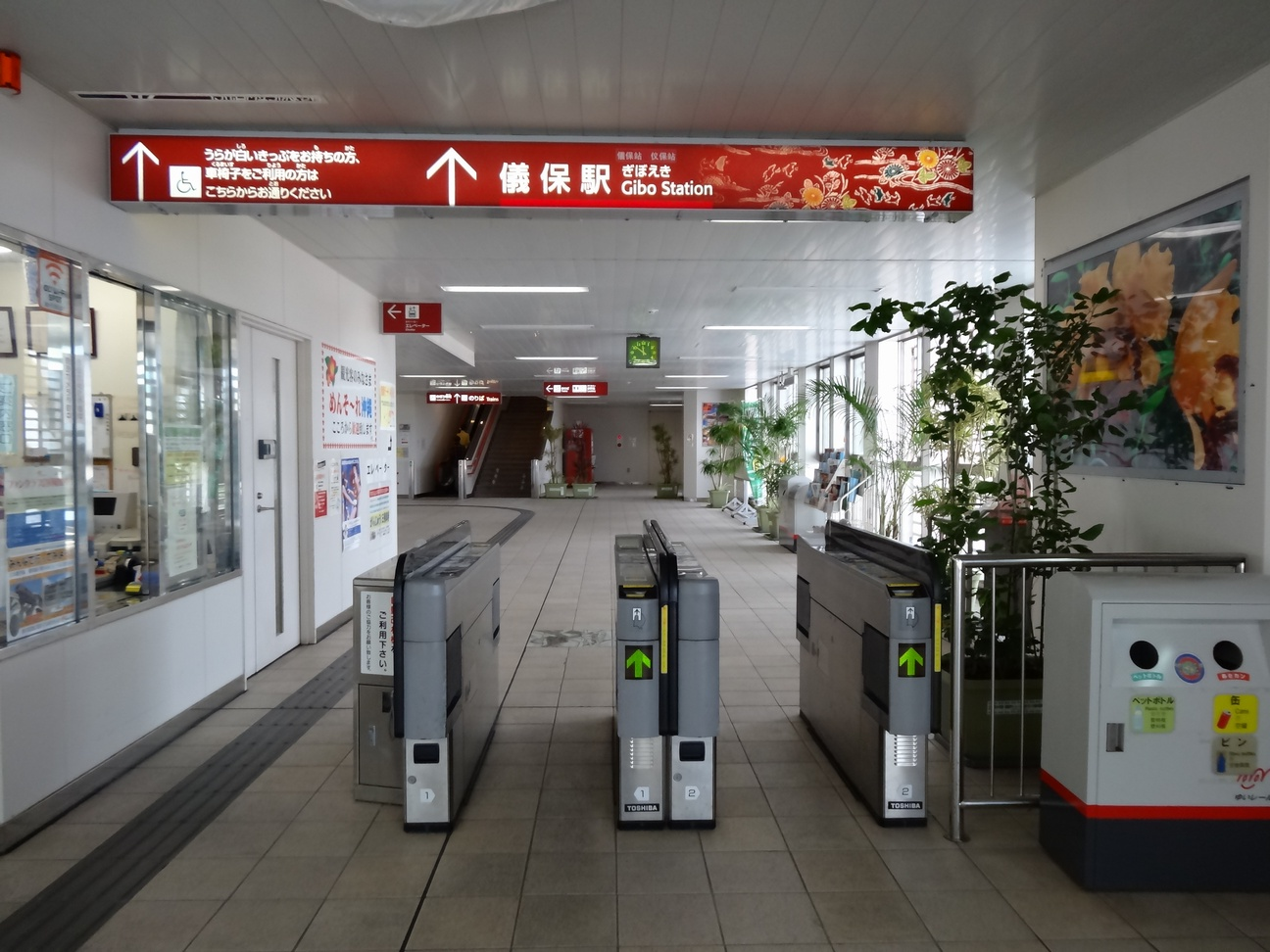
Турнікети на станції «Gibo»
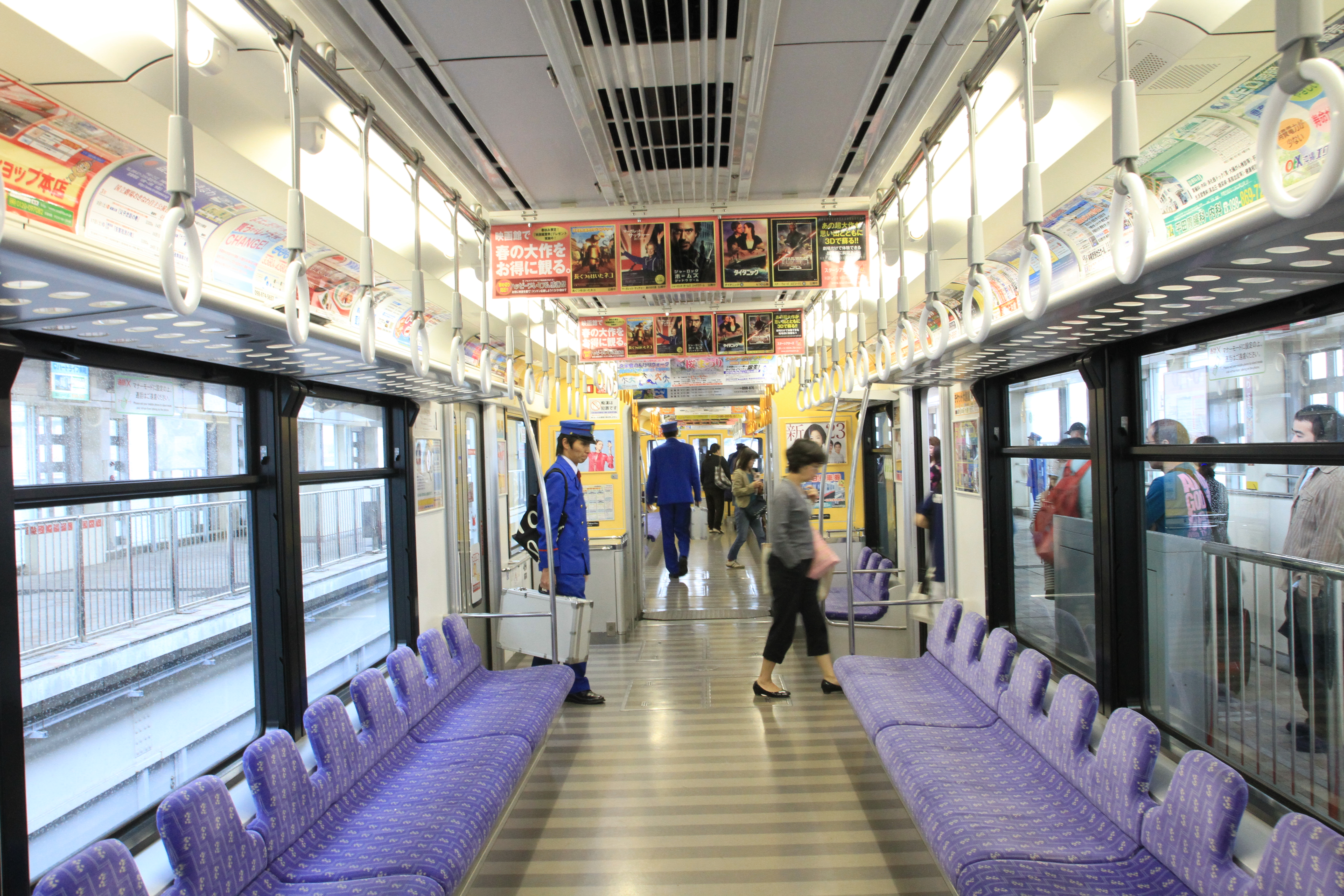
Всередині вагона